# Općina Bovec
Općina Bovec (slo.:Občina Bovec) je općina na sjeverozapadu Slovenije u pokrajini Primorskoj i statističkoj regiji Goriškoj. Središte općine je grad Bovec s 1.612 stanovnika. 

## Zemljopis
Općina Bovec nalazi se na krajnjem sjeverozapadu Slovenije na granici s Italijom. U središnjem dijelu općine nalazi dolina rijeke Soče. Sjevernim i srednjim dijelom općine pružaju se Julijske Alpe, a na krajnjem jugu Beneške Alpe.
U općini vlada oštrija, planinska varijanta umjereno kontinentalne klime. Najvažniji vodotok u općini je rijeka Soča, koja ovdje izvire i teče gornjim dijelom toka, svi ostali vodotoci su mali i pritoci su Soče.

## Naselja u općini
Bavšica, Bovec, Čezsoča, Kal - Koritnica, Lepena, Log Čezsoški, Log pod Mangartom, Plužna, Soča, Srpenica, Strmec na Predelu, Trenta, Žaga, Zavrzelno

## Vanjske poveznice
- Službena stranica općine